# Arrhopalites
Arrhopalites  (лат.) — род слитнобрюхих коллембол из семейства Arrhopalitidae. Более 30 видов. Распространен широко (кроме Африки и Антарктиды).

## Распространение
Два вида широко распространены: Arrhopalites caecus (Tullberg, 1871) (Голарктика, Неотропика, Австралия) и Arrhopalites diversus Mills, 1934 (Неарктика и северная часть Неотропики). Другие виды имеют ограниченное распространение: Европа (9 видов), Азия (10), Неарктика (1), Неотропика (10). Половина видов обитают только в пещерах (троглобионты).

## Описание
Ногохвостки длиной около 1 мм, с шаровидно-овальным телом, с редуцированным количеством глазков (1+1, редко 0+0 или 2+2), хорошо развитой прыгательной вилкой, слабо пигментированные или без пигмента. Многие виды найдены в пещерах, однако лишь у трёх из них отмечены явные трогломорфные признаки: существенно удлинённые усики и удлинённые и истонченные коготки ног: A. gul Yosii, 1966, A. macronyx Vargovitsh, 2012 и A. peculiaris Vargovitsh, 2009.

## Систематика
33 вида, разделяемых на 3 группы: diversus group (7 видов), caecus group (16 видов) и harveyi group (10 видов). Ранее род Arrhopalites, понимаемый в широком смысле, включал более сотни видов, которые недавно были распределены между родами Arrhopalites  Börner, 1906 в узком смысле (33 вида) и Pygmarrhopalites  Vargovitsh, 2009 (более 90 видов). Род был образован в 1906 году (Börner, 1906: 182) с типовым видом Sminthurus caecus Tullberg, 1871. В 1945 году внутри рода были выделены две группы видов (Stach, 1945): caecus—group и pygmaeus—group. Таксон Coecarrhopalites Yosii, 1967 большинство специалистов — Stebaeva, 1988: 188; Christiansen and Bellinger, 1998: 1229; Bretfeld, 1999: 62) — рассматривают в качестве синонима рода Arrhopalites:
- Arrhopalites abchasicus Vargovitsh, 2013 — Абхазия[1]
- Arrhopalites acanthophthalmus Gisin, 1958 — Испания
- Arrhopalites alambariensis Zeppelini, 2006 — Бразилия
- Arrhopalites amorimi Palacios-Vargas & Zeppelini, 1995 — Бразилия
- Arrhopalites antonioi Giuga & Jordana, 2013 — Сицилия[9]
- Arrhopalites antrobius Yosii, 1954  — Япония
- Arrhopalites anulifer Nayrolles, 1990 — Таиланд
- Arrhopalites baccettii Dallai, 1969 — Сицилия
- Arrhopalites botuveraensis Zeppelini, 2006 — Бразилия
- Arrhopalites caecus (Tullberg, 1871)
- Arrhopalites coreanus Park & Kang, 2007 — Южная Корея
- Arrhopalites diversus Mills, 1934 — США
- Arrhopalites ezoensis Zeppelini, 2004 — Япония
- Arrhopalites gnaspinii Palacios-Vargas & Zeppelini, 1995 — Бразилия
- Arrhopalites gul Yosii, 1966 — Южная Корея
- Arrhopalites harveyi Denis, 1933 — Коста-Рика
- Arrhopalites heteroculatus Zeppelini, 2006 — Бразилия
- Arrhopalites incertus Zeppelini & Christiansen, 2003 — США
- Arrhopalites karabiensis Vargovitsh, 2009 — Крым
- Arrhopalites lawrencei Palacios-Vargas & Zeppelini, 1995 — Бразилия
- Arrhopalites loczyi Loksa, 1960 — Венгрия
- Arrhopalites macronyx Vargovitsh, 2012 — Абхазия
- Arrhopalites microphthalmus Cassagnau & Delamare, 1953 — Франция
- Arrhopalites millsi Delamare & Massoud, 1963 — Аргентина
- Arrhopalites minor Park et Kang, 2007 — Южная Корея
- Arrhopalites minutus Yosii, 1970 — Япония
- Arrhopalites nivalis Yosii, 1966 — Непал
- Arrhopalites paranaensis Zeppelini, 2006 — Бразилия
- Arrhopalites peculiaris Vargovitsh, 2009 — Крым
- Arrhopalites pukouensis Wu & Christiansen, 1997 — Китай
- Arrhopalites tenuis Stach, 1945 — Германия
- Arrhopalites ulehlovae Rusek, 1970 — Чехия
- Arrhopalites vazquezae Palacios Vargas et Zeppelini, 1995 — Мексика